# André Dumont (mijnbouwkundige)

Plaasteren afgietsel van een marmeren buste van André Dumont door Thomas Vinçotte, in het Vlaams Mijnmuseum te Beringen

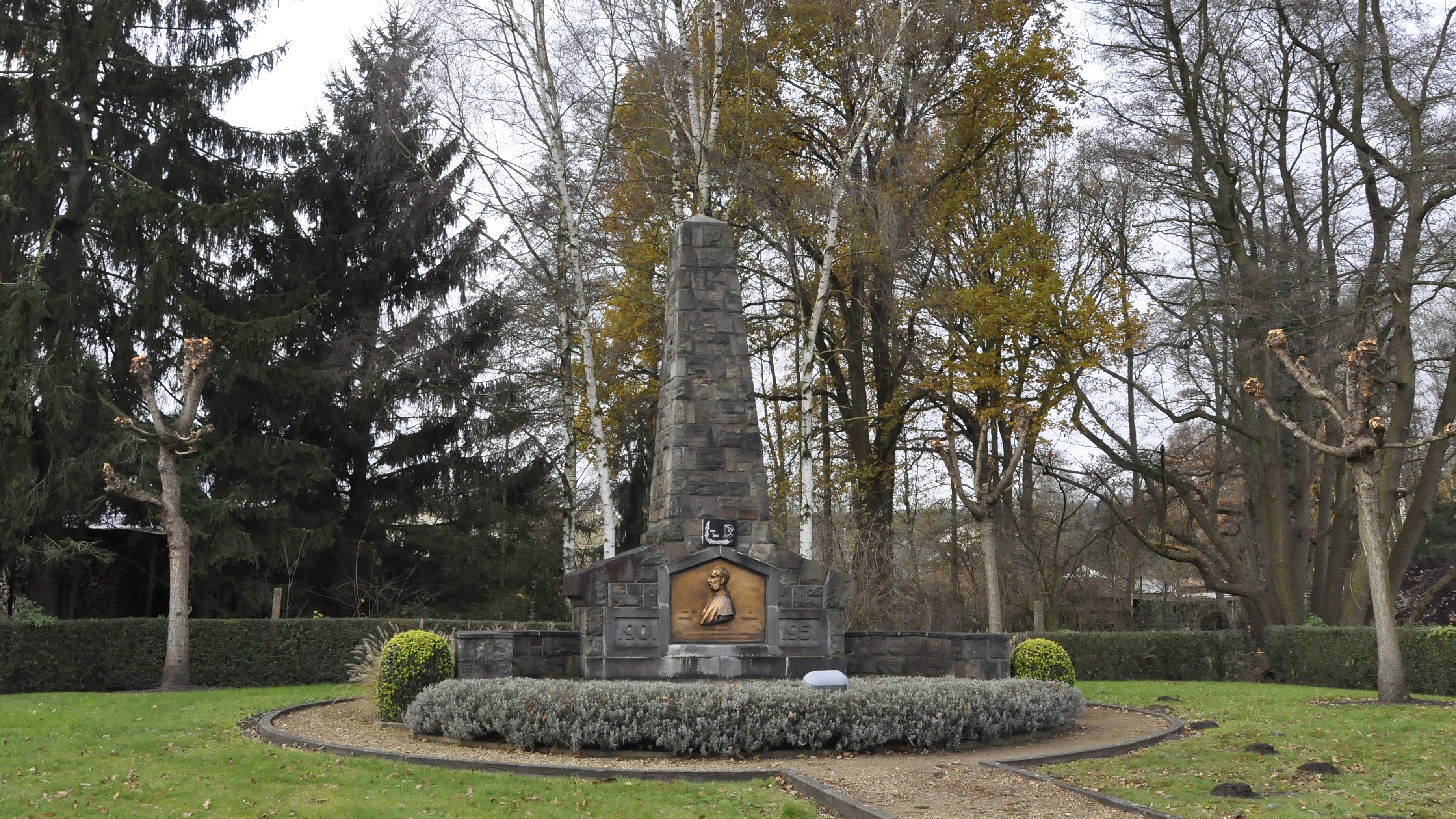
Monument voor André Dumont op de plaats te As waar bij voor het eerst steenkool aanboorde in Limburg

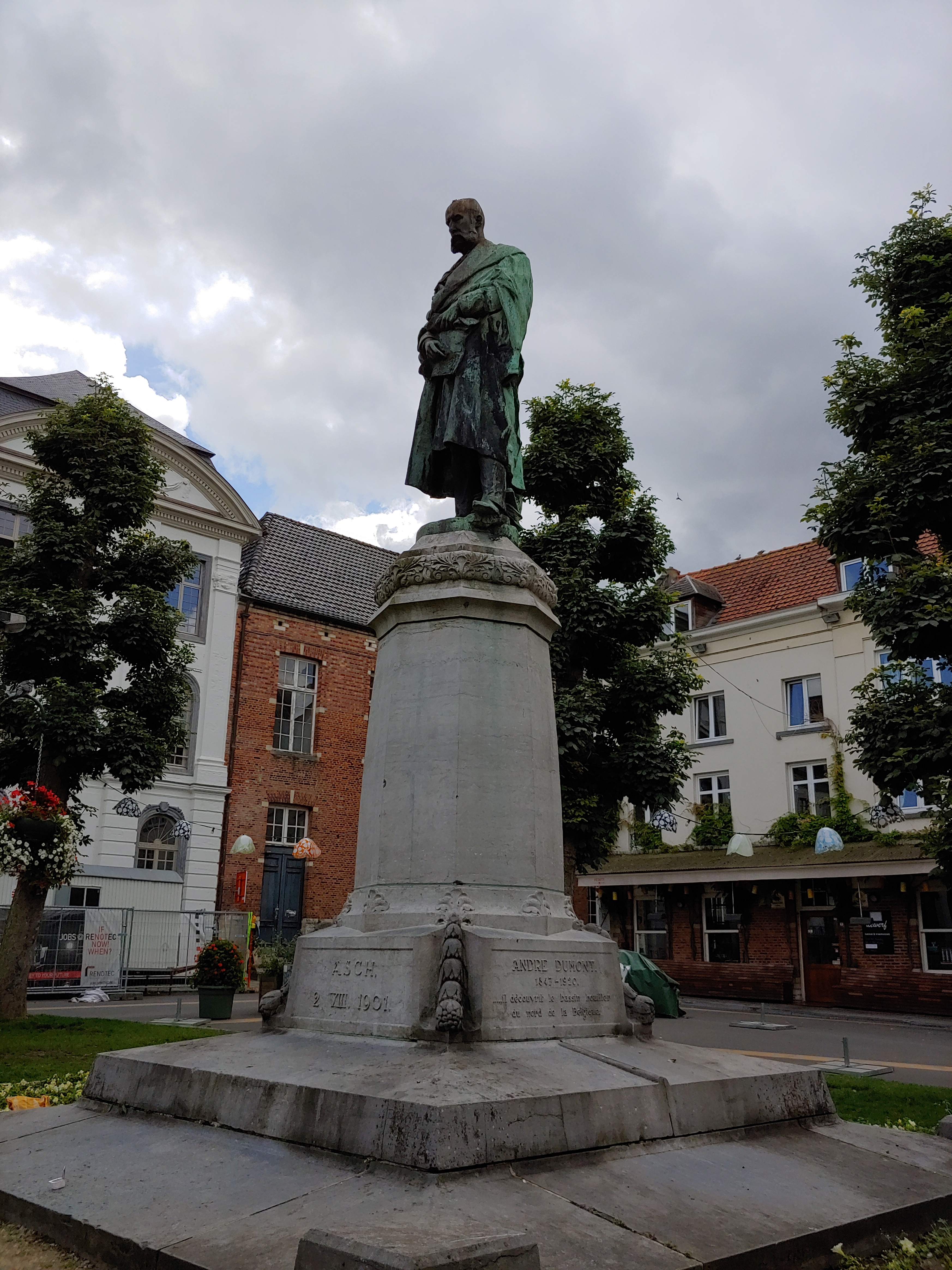
Standbeeld van André Dumont, te Leuven.

André Dumont (Luik, 9 oktober 1847 – Brussel, 2 november 1920) was een Belgische geoloog en mijnbouwkundige. Hij was telg uit het geslacht André-Dumont en een zoon van de geoloog André Hubert Dumont en hoogleraar geologie en mijnbouw aan de Katholieke Universiteit Leuven. Hij volgde er Guillaume Lambert op van wie hij ook leerling was geweest.

## Zoektocht naar steenkool
Vanaf 1877 raakte Dumont gefascineerd door de mogelijkheid dat zich steenkool in de ondergrond van Kempen bevond. In 1877 gaf hij een brochure uit waarbij hij beschikte over de gegevens van de boringen in Nederlands-Limburg waar al steenkool was ontdekt. Dumont was ervan overtuigd dat het steenkoolbekken zich verder noordwestwaarts uitstrekte. Hij noemde daarbij de Limburgse Kempen bij naam en spoorde Belgische industriëlen aan initiatief te nemen. Reeds in 1806 hadden twee Franse mijningenieurs, de gebroeders Castiau, afkomstig uit Luik, in het Oost-Vlaamse Meilegem zonder succes een proefboring naar steenkool verricht.
In de jaren 1880-1890 belette een economische crisis en een forse daling van de steenkoolprijs verdere acties. Dumont was aan de slag gegaan als ingenieur in een Henegouwse mijn om vanaf 1883 les te geven aan de universiteit van Leuven. Zijn colleges over mijnbouwkunde wekten enthousiasme bij zijn leerlingen. Hij besloot zelf een zoektocht naar steenkool in Limburg te starten en zocht oud-leerlingen op die financieel sterk stonden.
Dumont kwam in contact met Louis Jourdain die boringen in Nederlands-Limburg had gepromoot. Dumont, Jourdain en hun volgelingen kwamen er vlug achter dat anderen ook met proefboringen wilden starten. Jules Urban en Valentin Putsage boorden in 1897 in Lanaken. Bovengehaald materiaal wees er op dat men aan de rand van een steenkoolbekken was terechtgekomen. Moest men nu verder zoeken naar het noorden of het zuiden? Was dit de rand van het Nederlands steenkoolbekken? Dumont stelde voor om in Elen te boren, Jourdain vond dat te noordelijk, maar Dumont kreeg zijn zin.
Na vijftien maanden boren was men niet dieper geraakt dan 140 m. De Franse boorfirma gaf er de brui aan en Anton Raky die een revolutionaire methode had ontwikkeld, bood zich aan. De boorkop die hij gebruikte, was voorzien van diamanten tanden die het gesteente verbrijzelde. Water spoelde de stof naar boven dat dan werd geanalyseerd. Eind 1900 legde men de werken op 878 m diepte stop nadat het boorapparaat het had begeven. Putsage had intussen van de gemeente Mechelen-aan-de-Maas een terrein gekregen waar hij mocht boren. Gelukkig voor Dumont ging die poging niet door omdat Putsages geldschieter Urban plotseling ziek werd en in maart 1901 overleed.
In 1901 stichtte Dumont een nieuwe firma met financiële inbreng van Anton Raky. Raky kon Dumont overtuigen niet opnieuw in Elen te boren. Er werd voor As gekozen dat zuidwestelijk van Elen lag. Op 1 juni 1901 startte men daar, vlak bij de weg naar Opglabbeek.

## Steenkool in As
In de nacht van 1 op 2 augustus 1901 ontdekte de in zijn opdracht werkende boormeester Koton de eerste Limburgse steenkool op 541 m diepte. Koton haastte zich naar Maastricht en stuurde via Leuven een telegram naar Dumont die met zijn familie met vakantie was in Spa. Het telegram werd op 2 augustus om 11 uur verzonden. Koton schreef: Kohle angebohrt - Betrieb eingestellt - bin Mittag Erkelenz - Glück auf - Koton. Dumont reageerde rustig en zei: "Je savais qu'ils seraient trouvés" (Ik wist dat men ze zou vinden).
De vreugde in de boortoren sloeg over naar de Assenaars. Ze kwamen kijken en er werd dagenlang gefeest.
In België en in Frankrijk promootte Dumont nieuwe technieken van mijnontginning. In Leuven richtte hij de Vereniging voor Mijnbouwingenieurs op.
In de streek van As en Genk is de invloed van Dumont nog steeds merkbaar door het bestaan van ziekenhuizen, scholen, een hoogspanningstation alsook een brede laan die naar hem werden genoemd.